# خورشیدگرفتگی ۲۱ مارس ۲۰۹۹
خورشیدگرفتگی ۲۱ مارس ۲۰۹۹ (به انگلیسی: Solar eclipse of March 21, 2099) یک خورشیدگرفتگی از نوع خورشیدگرفتگی حلقه‌ای است. این خورشیدگرفتگی در تاریخ ۲۱ مارس ۲۰۹۹ میلادی (‎۲ فروردین ۱۴۷۸ خورشیدی) روی خواهد داد که زمان اوج آن، ساعت ۲۲:۵۴:۳۲ به‌وقت ساعت هماهنگ جهانی است. مدت زمان و طول این خورشیدگرفتگی ۷ دقیقه و ۳۲ ثانیه خواهد بود.